# Kim Joo-chan (Fußballspieler, 2001)
Kim Joo-chan (kor. 김주찬; * 24. September 2001) ist ein südkoreanischer Fußballspieler.

## Karriere
Kim Joo-chan erlernte das Fußballspielen in den Jugendmannschaften vom Ansan Bugok Youth FC, Incheon United und Bucheon FC 1995 sowie in der Schulmannschaft des Yeoju Institute of Technology. Seinen ersten Vertrag unterschrieb er am 29. Januar 2022 beim Pyeongtaek Citizen FC. Das Fußballfranchise aus Pyeongtaek spielte in der vierten Liga, der K4 League. Bei Pyeongtaek stand er zwei Spielzeiten unter Vertrag. Hier absolvierte er 53 Ligaspiele. Im Januar 2024 ging er nach Thailand, wo er in Lampang einen Vertrag beim Zweitligisten Lampang FC unterschrieb. Sein Zweitligadebüt gab er am 7. Januar 2024 im Auswärtsspiel gegen den Pattaya United FC. Bei dem 0:0-Unentschieden stand er in der Startelf und wurde in der 79. Minute gegen Supravee Miprathang ausgewechselt. Nach 17 Zweitligaspielen wechselte er im Sommer 2024 nach Maha Sarakham zum Zweitligaaufsteiger Mahasarakham FC. Nach einer Spielzeit, in der er 32 Ligaspiele bestritt, wurde sein Vertrag im Sommer 2025 nicht verlängert. Im Juli 2025 nahm ihn der Zweitligaaufsteiger Songkhla FC unter Vertrag.